# Giorgio Rosa
Giorgio Rosa (Bologna, 19 febbraio 1925 – Bologna, 2 marzo 2017) è stato un ingegnere italiano.
È noto per aver ideato, progettato e creato l'Isola delle Rose.

## Biografia
Nacque a Bologna nel 1925 e giovanissimo si arruolò nella Repubblica Sociale Italiana. Laureatosi in ingegneria meccanica a Bologna nel 1950, ha sempre esercitato la professione, oltre a essere consulente e insegnante.
Nel febbraio 1960 sposò Gabriella Chierici, dalla quale ebbe un figlio: Lorenzo.
Tra la fine degli anni 1950 e il 1967 ideò, progettò e diresse i lavori per la costruzione dell'Isola delle Rose, una piattaforma artificiale di 400 m² sorta nel Mare Adriatico, circa 11 km al largo di Rimini, al di fuori delle acque territoriali italiane.
Terminata l'isola nel 1967, il 1º maggio 1968 l'autoproclamò come Stato indipendente (in realtà una micronazione senza reale sovranità), con il nome di "Repubblica Esperantista dell'Isola delle Rose" (in esperanto: Esperanta Respubliko de la Insulo de la Rozoj). La micronazione ebbe vita breve: dal 25 giugno 1968 fu sottoposta a blocco navale, e fu forzosamente demolita da sommozzatori della Marina Militare.
Giorgio Rosa è sepolto alla Certosa di Bologna.

## Nella cultura di massa
Nel film del 2020 L'incredibile storia dell'Isola delle Rose, diretto da Sydney Sibilia, il personaggio di Giorgio Rosa è interpretato da Elio Germano.

## Opere
- Giorgio Rosa, L'Isola delle Rose: La vera storia tra il fulmine e il temporale, Bologna, Persiani, 2020, ISBN 979-1-259-56004-9.
- Giorgio Rosa, L'isola delle rose, con DVD, Bologna-Roma, Persiani-Cines, luglio 2009, ISBN 978-88-96013-06-9.